# Weihnukka

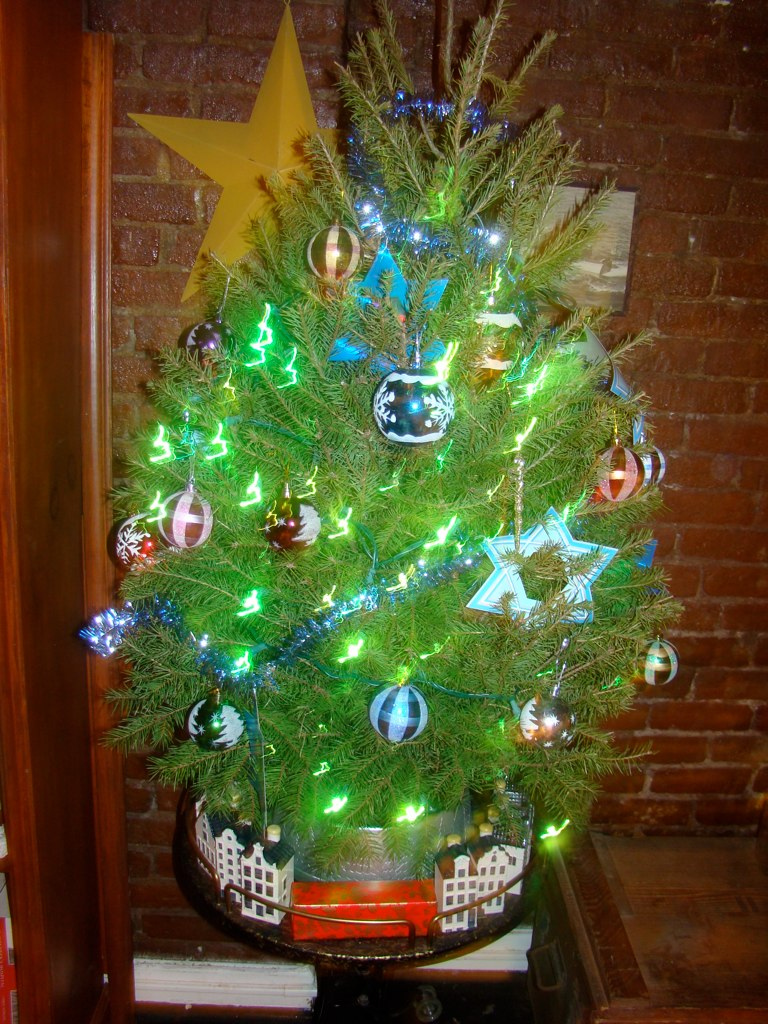
Weihnukka-Baum mit Davidstern und hebräischem Buchstabenschmuck (Dezember 2011).

Weihnukka ist ein Kofferwort aus Weihnachten und Chanukka, das die Synthese beider Feste durch säkulare Juden bezeichnet. Weihnukka entstand in Deutschland zunächst innerhalb des gutbürgerlichen Judentums des 19. Jahrhunderts. Nach dem Zweiten Weltkrieg wurde Weihnukka besonders in den Vereinigten Staaten beliebt, wird aber auch in anderen Ländern begangen.

## Entstehung

Karikatur aus der jüdischen Zeitschrift Schlemiel (1904): „Wie sich der Chanukaleuchter des Ziegenfellhändlers Cohn in Pinne zum Christbaum des Kommerzienrats Conrad in der Tiergartenstraße (Berlin W.) entwickelte.“

Im 19. Jahrhundert hatte sich Weihnachten in Deutschland als Fest etabliert, bei dem neben der geistlichen Bedeutung Werte wie Familie und Mildtätigkeit im Vordergrund standen. Weihnachtliches Brauchtum wie der Weihnachtsbaum, Weihnachtsschmuck, Geschenke oder das Weihnachtsessen wurden mehr als eine deutsche denn eine christliche Tradition wahrgenommen. Die zeitliche Nähe des Beginns des Chanukkafestes am 25. Kislew (Ende November/Dezember) zum Weihnachtsfest sowie die Übernahme verschiedener Traditionen wie eines geschmückten Baums oder von Geschenken führten zu einer Vermischung von Traditionen, die zeitgenössisch spöttisch als „Weihnukka“ bezeichnet wurden. Insbesondere moderne jüdische Familien übernahmen Elemente des weihnachtlichen Brauchtums in das Chanukkafest. So wurden seit dem 19. Jahrhundert Chanukkageschenke oder Chanukkageld üblich.
Viele Familien aus dem deutsch-jüdischen Bürgertum feierten direkt Weihnachten als ein rein säkulares Winterfest. So wurde der erste historisch gesicherte Weihnachtsbaum in Wien 1814 durch die jüdische Gesellschaftsdame Fanny von Arnstein aufgestellt, die diesen Brauch aus Berlin mitgebracht hatte. Auch Theodor Herzl feierte Weihnachten, obwohl er als überzeugter Zionist für die Stärkung der jüdischen Identität und gegen eine Assimilation eintrat. Verbreitete Elemente dieses säkularen Weihnachtsfestes und seines Einflusses auf das Chanukkafest bei Juden waren ein Chanukkabaum oder Chanukkabusch als Gegenstück zum Weihnachtsbaum, der Chanukkamann, der als Gegenpart zum Weihnachtsmann die Geschenke für die Kinder brachte, oder der acht Klappen enthaltende Chanukkakalender.
Nach dem Holocaust und der damit verbundenen Auslöschung jüdischen Lebens in Deutschland verlagerte sich das kulturelle Leben zunehmend in die Vereinigten Staaten. Hier wurde es insbesondere durch Ehen zwischen Juden und Christen und den damit verknüpften Wunsch beider Partner, ihre jeweiligen Feste und Bräuche zu pflegen, üblich, beide Feste zu feiern. In jüdischen Familien entstand das sogenannte „Dezember-Dilemma“, nämlich der Wunsch, dem großen christlichen Fest Weihnachten mit seinen Traditionen, Feierlichkeiten und Geschenken etwas Gleichartiges an die Seite zu stellen. Insbesondere Geschenke zum Chanukkafest sollten dieses Fest aufwerten und dem Weihnachtsfest etwas Gleichwertiges gegenüberstellen.

## Chrismukkah
2003 wurde in der amerikanischen Fernsehserie O.C., California durch den Charakter Seth Cohen ein Fest namens Chrismukkah beschrieben. Es handelte sich hierbei um ein kombiniertes Fest aus Chanukka und Weihnachten (…eight days of gifts, followed by one day of many, many gifts…)

“So what’s it gonna be huh? Your menorah or your candy cane? Hmm? Christmas or Hanukkah? Ah! Don’t worry about it buddy, because in this house, you don’t have to choose. Let me introduce you to a little something I’d like to call … Chrismukkah”

„Was möchtest du lieber haben? Willst du eine Menora oder eine Zuckerstange? Hmm? Weihnachten oder Chanukka? Äh.. Keine Sorge, mein Freund, in diesem Haus brauchst du dich nicht zu entscheiden. Ich möchte dich nämlich in etwas einführen, das den schönen Namen … Weihnukka trägt.“

Chrismukkah erlangte prompt eine große Popularität in den Vereinigten Staaten und das Wort wurde 2004 vom Time-Magazin in die Liste der Buzzwords des Jahres aufgenommen. Beinahe hätten die Serienautoren statt Chrismukka den Namen Hanimas gewählt, wie Josh Schwartz in einem Interview anlässlich des 10. Geburtstags der Serie berichtete.

## Rezeption und Kritik
Im Jahr 1914 griff der der anarchistische deutsche Dichter Erich Mühsam – selbst jüdischer Herkunft – die zeitliche Nähe von Weihnachten und Chanukka in seinem Spottgedicht „Heilige Nacht“ auf und grenzte sich mit Verweis auf die jüdische Identität Jesu („ein Kindlein aus dem Stamme Sem“) in ironischer Weise von einer Verschmelzung beider Feste ab. Unter dem Titel Heilige Nacht von Erich Mühsam heißt es
Geboren ward zu Bethlehem

ein Kindlein aus dem Stamme Sem.

Und ist es auch schon lange her,

seit’s in der Krippe lag,

so freun sich doch die Menschen sehr

bis auf den heutigen Tag.

Minister und Agrarier,

Bourgeois und Proletarier –

es feiert jeder Arier

zu gleicher Zeit und überall

die Christgeburt im Rindviehstall.

(Das Volk allein, dem es geschah,

das feiert lieber Chanukah.)
Die Idee einer Kombination von weihnachtlichen Elementen mit dem jüdischen Chanukka-Fest wurde von zahlreichen Seiten kritisiert. So schrieb Ron Wolfson von der American Jewish University, der Versuch, Chanukka zu einem Gegenpol zu Weihnachten aufzubauschen, müsse scheitern, da Weihnachten im Gegensatz zu Chanukka eines der beiden großen Feste des Christentums sei, während Chanukka nur ein kleineres Fest im Judentum sei.
Das Jüdische Museum Berlin widmete Weihnukka von Oktober 2005 bis Januar 2006 eine Wechselausstellung. Diese führte zu einer Kontroverse innerhalb der jüdischen Gemeinde in Deutschland. So kritisierte Stephan J. Kramer, Generalsekretär des Zentralrates der Juden in Deutschland, Weihnukka als „eine gefährliche Tendenz der Historisierung und Vereinnahmung des Judentums in Deutschland“. Der israelische Botschafter Schimon Stein kritisierte die Verwendung des Begriffes Weihnukka. Er wolle „lieber bei der jüdischen Tradition“ bleiben und beide Feste nicht vermischen. Dem entgegnete Cilly Kugelmann, dass es nicht darum gehe, einen neuen Begriff zu kreieren, sondern dass Weihnukka ein im neunzehnten Jahrhundert entstandenes Phänomen innerhalb des deutschen Judentums sei und als historisches Phänomen in einem Museum aufgegriffen werden müsse.
In Kreisen frommer Juden gibt es eine Art Anti-Weihnachten, auch Nittel Nacht genannt.
Eine ganz neue Form stellt 2018 die Verbindung auf schwul-lesbischer Basis dar: „Pink Chanukka“ auf einem „Pink Christmas“-Weihnachtsmarkt.